# Phare de Mohni
Le phare de Mohni (en estonien : Mohni Tuletorn) est un phare situé sur la petite île de Mohni dans le golfe de Finlande, dans le Comté de Harju, en Estonie.
Il est géré par l'Administration maritime estonienne ,.
Il est inscrit au registre des monuments nationaux de l'Estonie  en date du 25 novembre 1997.

## Histoire
Mohni est une petite île au bout du Cap Purekkari, à environ 5 km au nord-est de Viinistu sur la péninsule de Pärispea. Bien que l'île soit incluse dans les limites du Parc national de Lahemaa, le phare est une propriété privée située sur le point nord-ouest de l'île.
Le premier phare, en bois, a été construit en 1806. Il a été remplacé par une tour en brique circulaire de 20 mètres en 1852. En raison du climat nordique rigoureux, les briques extérieures du phare se sont fortement détériorées et une nouvelle couche de briques a été ajouté en 1871, quand le phare a été relevé de 8 m. La lanterne du phare a été construite par une usine lettone à Liepāja, et l'appareil dioptrique a été fabriqué par Chance Brothers (en) en Grande-Bretagne. Il a été électrifié en 1996 avec des panneaux solaires et un aérogénérateur.
En raison de la détérioration continue de la surface extérieure en briques du phare, le phare a été renforcé d'une couche de béton après la Seconde Guerre mondiale. Cet enduit a été enlevé en 1998. À côté du phare se trouve la maison du gardien.

## Description
Le phare  est une tour cylindrique en brique rouge de 27 mètres de haut, avec galerie et lanterne rouge. Il émet, à une hauteur focale de 33 mètres, un long éclat blanc toutes les 20 secondes. Sa portée nominale est de 10 milles nautiques (environ 19 km).
Identifiant : ARLHS : EST-007 ; EVA-100 - Amirauté : C-3868 - NGA : 12912 .

## Caractéristique duFeu maritime
Fréquence : 20 secondes (W)
- Lumière : 4 secondes
- Obscurité : 16 secondes

|                   |
| Golfe de Finlande |

|          |
| Le phare |

### Lien connexe
- Liste des phares d'Estonie